# Universidad Tecnológica

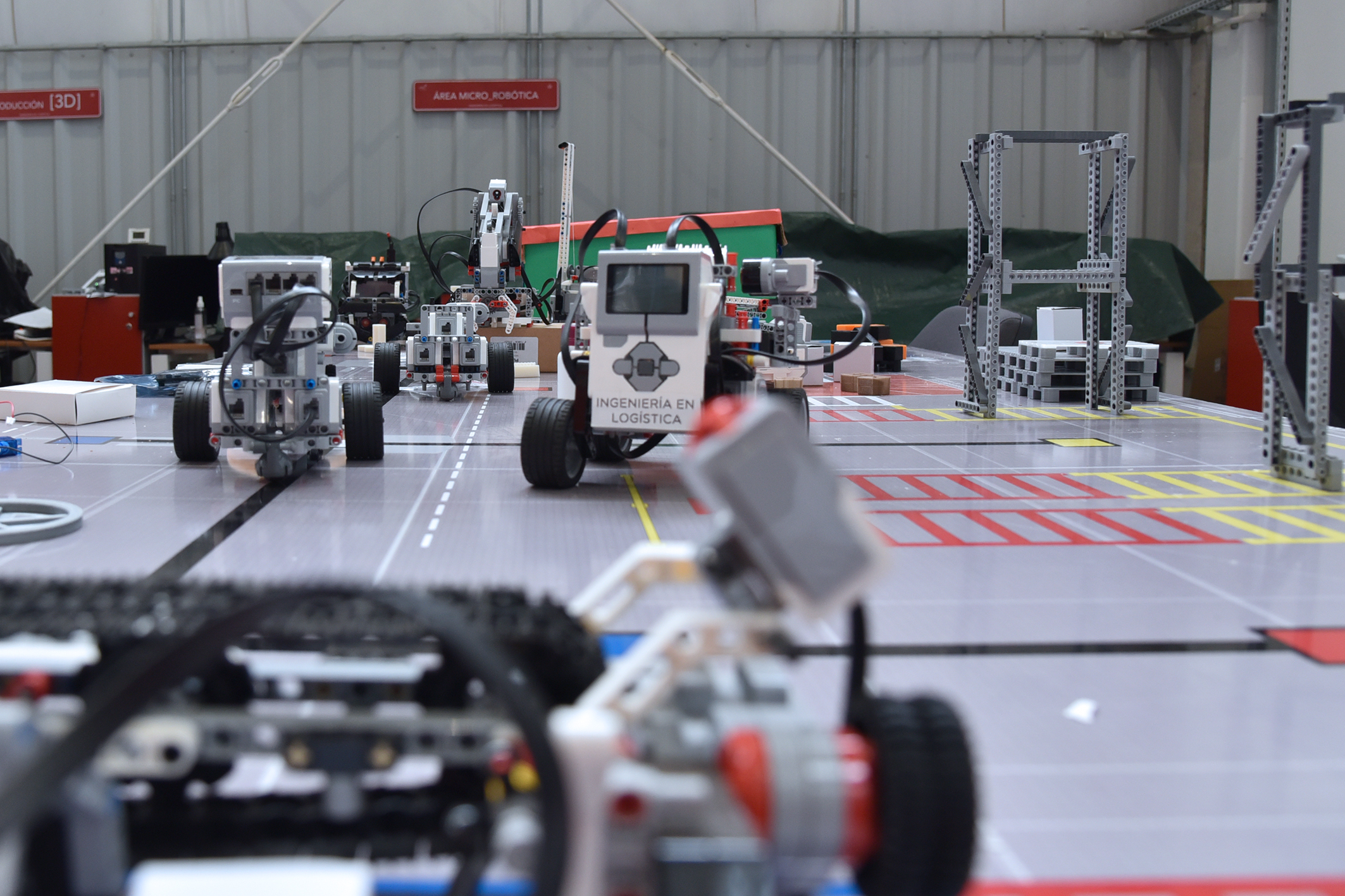
Taller de robótica en UTEC Región Norte.

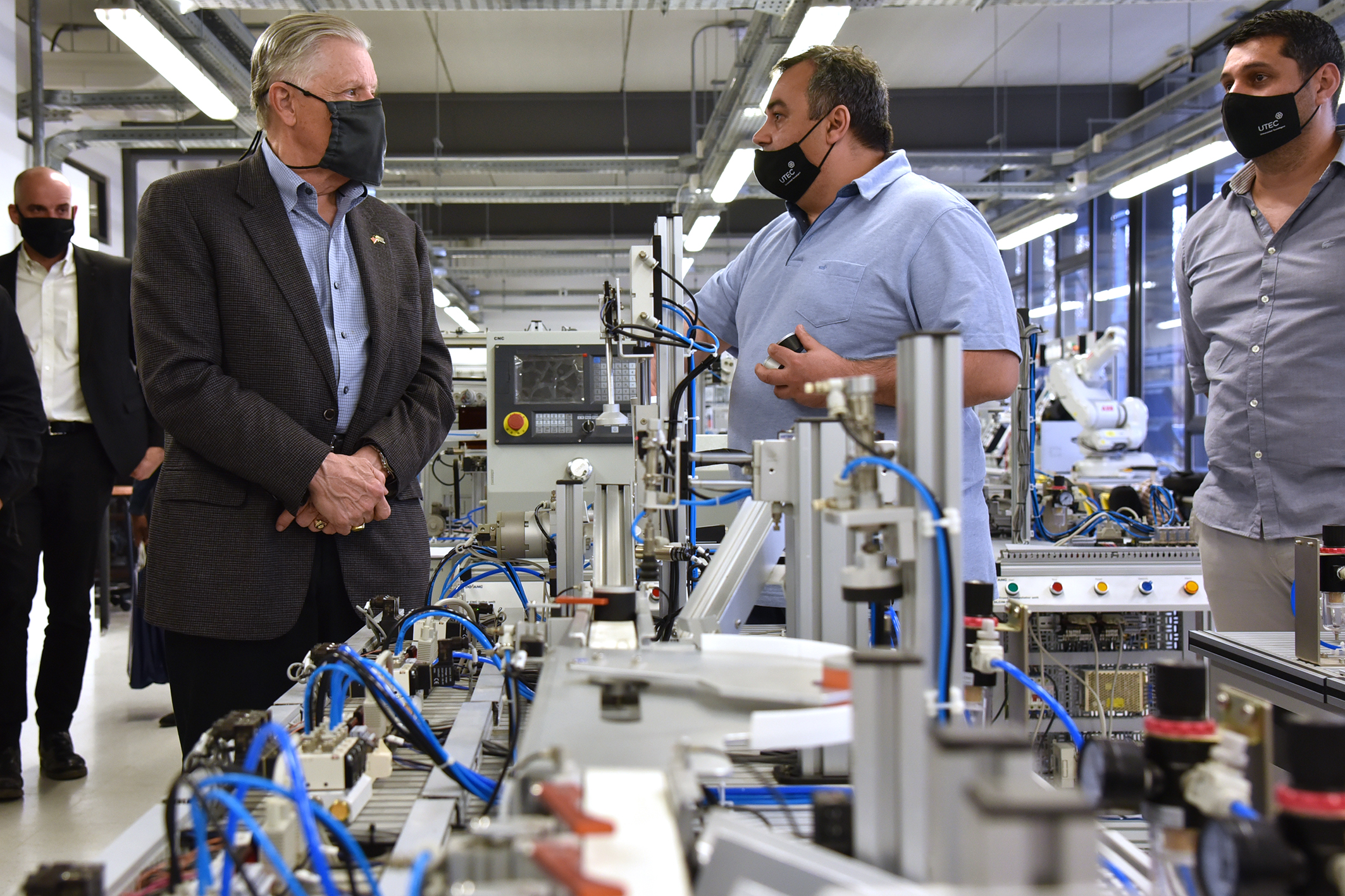
Embajador estadounidense Kenneth George en Instituto Tecnológico Región Suroeste.

La Universidad Tecnológica del Uruguay (UTEC) es la segunda universidad pública de Uruguay, de perfil tecnológico y orientada a la investigación e innovación.
Tiene como misión "Educar, formar y capacitar integralmente, en el interior del país, profesionales, investigadores, emprendedores e innovadores de excelencia, a fin de generar, transformar y transferir conocimientos que permitan promover el desarrollo tecnológico, económico y social del Uruguay."
Su visión es "Ser una universidad tecnológica pública reconocida nacional e internacionalmente por su compromiso con la igualdad de oportunidades, su oferta educativa innovadora que forma personas con perfil profesional, creativo y emprendedor en áreas estratégicas, y su investigación altamente vinculada al entorno, que contribuyan al desarrollo sustentable e inclusivo del país."

## Creación
Fue creada el 28 de diciembre de 2012 mediante la Ley 19.043 como una universidad pública y autónoma. Sus principales institutos educativos se encuentran en distintos puntos del país. 
En la actualidad, imparte carreras en seis departamentos de Uruguay: Colonia, Soriano, Paysandú, Río Negro, Durazno, Rivera, Cerro Largo . 
Las obras del primer centro de enseñanza de esta institución, comenzaron en julio de 2015, en el departamento de Río Negro. 
Para marzo de 2016 contaba con un total de aproximadamente 400 estudiantes 
En 2018, comenzó la construcción de un nuevo centro en la ciudad de San José.

## Características institucionales
Tiene carácter de ente autónomo, de acuerdo con las disposiciones pertinentes de la Constitución de la República, a través de la Ley General de Educación, de su ley de creación, y demás disposiciones de aplicación.
Integra el Sistema Nacional de Educación Pública junto con el Ministerio de Educación y Cultura, la Administración Nacional de Educación Pública y la Universidad de la República; además de también integrar el Sistema Nacional de Educación Terciaria Pública, que compone junto la Universidad del Trabajo del Uruguay mediante la Dirección de Educación Técnico Profesional, el Consejo de Formación en Educación  y la Universidad de la República. 
De acuerdo al artículo 3° de la ley 19.043, que hace referencia a los cometidos de la institución, la UTEC tiene a su cargo actividades de enseñanza pública terciaria y terciaria universitaria en las diversas áreas del conocimiento, junto a la investigación, la innovación y el servicio al medio social. 
La institución otorgará títulos de carácter terciario y terciario universitario.

## Autoridades
El Consejo Directivo Central de la Universidad Tecnológica está integrado por Graciela Do Mato, Rodolfo Silveira, Andrés D. Gil.

## Infraestructura
Esta universidad tenía como objetivo romper con la centralidad y llegar al interior profundo de Uruguay. La ubicación de las facultades están fundamentadas en una serie de diagnósticos de las capacidades existentes y faltantes en todo el territorio nacional en relación con las demandas de formación terciaria, las capacidades de articulación y de trabajo en red de los agentes, la disponibilidad de infraestructura vial y de servicios, y el contexto socioeconómico. Actuarán de forma descentralizada, y cada uno se especializará en determinadas áreas productivas. 
El funcionamiento de esta universidad es a través de los Institutos Tecnológicos Regionales, quienes buscan construir un diálogo con el entorno, mediante una fuerte vocación descentralizadora. 
El diagnóstico realizado permitió decidir la localización de los tres primeros institutos regionales en las siguientes regiones: Suroeste, Centro-Sur y Norte del país.
Esto no significa que la oferta educativa de la UTEC se reduzca a las referidas localidades ya que varias carreras se están dictando o se dictarán en otras ciudades del interior del país como sucede ya, en Colonia Valdense y Colonia La Paz –Licenciatura en Leche y Productos Lácteos-, Nueva Helvecia –Tecnólogo en Manejo de Sistemas de Producción Lechera- o Paysandú –Licenciatura en Análisis Alimentario-.

## Institutos Regionales
Cuenta con tres institutos tecnológicos regionales que abarcan el territorio nacional. 
- Instituto Tecnológico Región Suroeste: se encuentra ubicado dentro del predio del ex Frigorífico Anglo de la ciudad de Fray Bentos.[9][10][11] Incluye las ciudades de: La Paz, Nueva Helvecia, Paysandú y Mercedes.
- Instituto Tecnológico Región Centro-Sur: se encuentra en la ciudad de Durazno.[12][13] Incluye los departamentos de Florida, Flores, San José y Maldonado.
- Instituto Tecnológico Región Norte: ubicado en la ciudad de Rivera[14][15] dentro del predio del Polo Tecnológico de la ciudad. Comprende los departamentos de Rivera, Cerro Largo, Artigas y Tacuarembó. El departamento de Cerro Largo cuenta con sede en Melo.
- Instituto Tecnológico Región Este, el cual se encuentra en construcción, comprenderá los departamentos de Treinta y Tres, Lavalleja, Rocha y Maldonado.

En el predio de la ex destilería de Administración Nacional de Combustibles, Alcohol y Porlantd de la ciudad de La Paz, la Universidad Tecnológica dispone de un complejo con salas de actos, sala de informática, salones multipropósito, dos laboratorios que están diseñados para realizar prácticas alojando a 16 estudiantes –uno de ellos enfocado hacia el área analítica fisicoquímica y el otro hacia el área biológica-, salas de evaluación sensorial y tres laboratorios destinados a la investigación.
Esta infraestructura fue instalada para ser utilizada por estudiantes y docentes de la Licenciatura en Leche y Productos Lácteos.

## Oferta educativa

### Instituto Tecnológico Regional Suroeste

###### Colonia
- Licenciatura en Ciencia y Tecnología de Lácteos
- Tecnólogo en Manejo de Sistemas de Producción Lechera

###### Soriano
- Licenciatura en Jazz y Música Creativa

###### Paysandú
- Tecnólogo en Informática
- Tecnólogo Químico
- Tecnólogo Industrial Mecánico
- Tecnólogo en Control Ambiental
- Licenciatura en Análisis Alimentario

###### Río Negro
- Licenciatura en Tecnologías de la Información
- Ingeniería en Mecatrónica
- Ingeniería en Logística
- Ingeniería Biomédica

### Instituto Tecnológico Regional Centro Sur

###### Durazno
- Licenciatura en Tecnologías de la Información.
- Ingeniería en Energías Renovables.
- Ingeniería en Agua y Desarrollo Sostenible.
- Ingeniería Agroambiental

###### San Jose
- Tecnólogo Informático

### Instituto Tecnológico Regional Norte

###### Rivera
- Tecnólogo en Análisis y Desarrollo de Sistemas (convenio con IFSul)
- Licenciatura en Ingeniería de Datos e Inteligencia Artificial
- Ingeniería en Logística
- Ingeniería en Control y Automática
- Posgrado en Robótica e Inteligencia Artificial

###### Melo
- Licenciatura en Tecnologías de la Información
- Ingeniería en Agua y Desarrollo Sostenible

### Instituto Tecnológico Regional Este
- Licenciatura en Tecnologías de la Información.